# Alice van Battenberg

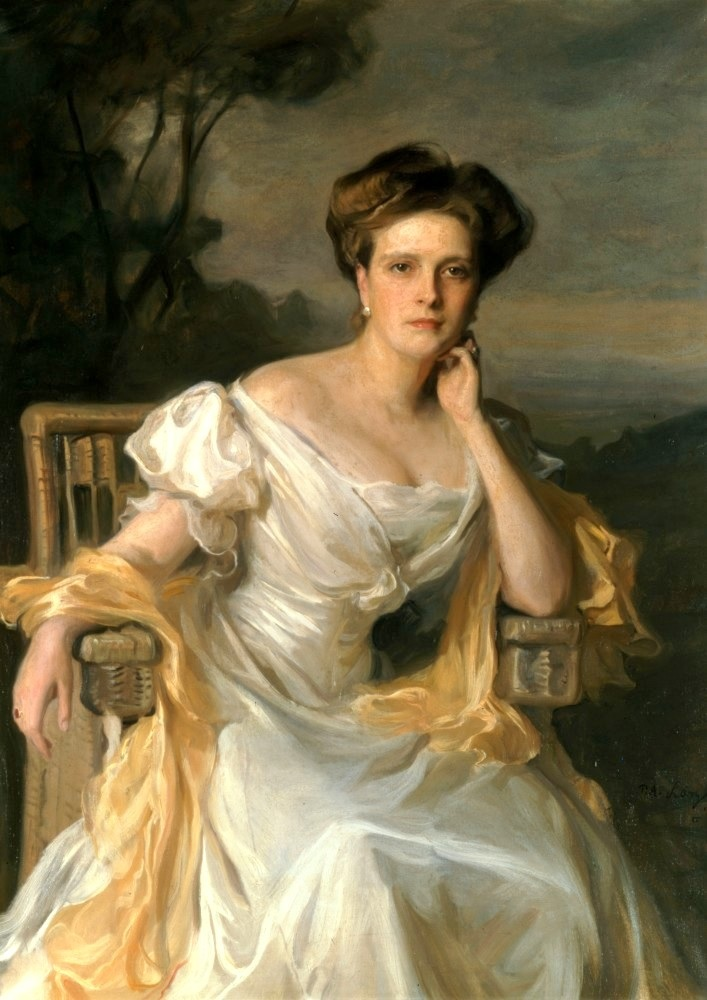
Prinses Alice, 1907, door Philip Alexius de László.

Victoria Alice Elizabeth Julia Maria van Battenberg (Windsor Castle, 25 februari 1885 — Buckingham Palace, 5 december 1969), van geboorte een Duitse prinses, door haar huwelijk een Griekse prinses, werd door het huwelijk van haar zoon Philip de schoonmoeder van de Britse koningin Elizabeth II. Zij is de grootmoeder van de Britse koning Charles III.

## Familie
Zij was het eerste kind van Lodewijk Alexander van Battenberg en prinses Victoria Maria van Hessen-Darmstadt. Haar moeder was de oudste dochter van prinses Alice, de tweede dochter van koningin Victoria van het Verenigd Koninkrijk. Prinses Alice trouwde met prins Andreas van Griekenland, met wie ze vijf kinderen kreeg, onder wie prins Philip, de echtgenoot van de Britse koningin Elizabeth II.
Prinses Alice bracht het grootste deel van haar jeugd door in Londen. Er werd bij haar aangeboren doofheid geconstateerd. Toch was dat voor prinses Alice niet onoverkomelijk; ze leerde liplezen in het Engels, Frans, Duits en later ook in het Grieks.

## Huwelijk en gezin
Op 7 oktober 1903 trouwde prinses Alice te Darmstadt met prins Andreas, de zoon van koning George I van Griekenland. Omdat het paar verwant was aan verscheidene vorstenhuizen, kwam bijna heel koninklijk Europa bij elkaar voor hun bruiloft. Vanaf haar huwelijk droeg prinses Alice de titel ‘Prinses Andreas van Griekenland’.
Het paar kreeg vijf kinderen:
- Margaretha (18 april 1905 – 24 april 1981), trouwde met prins Godfried zu Hohenlohe-Langenburg, de zoon van Ernst zu Hohenlohe-Langenburg
- Theodora (30 mei 1906 – 16 oktober 1969), trouwde met Markgraaf Berthold van Baden, zoon van Max van Baden
- Cecilia (22 juni 1911 – 16 november 1937), trouwde met George Donatus van Hessen-Darmstadt en kwam in 1937 in Oostende om bij het vliegtuigongeluk van de Sabena OO-AUB
- Sophia (26 juni 1914 – 24 november 2001), trouwde met Christoffel van Hessen-Kassel, die ook afstamde van koningin Victoria via haar oudste dochter Victoria
- Philip (10 juni 1921 - 9 april 2021), trouwde in 1947 met de toenmalige prinses Elizabeth van Windsor, de latere koningin Elizabeth II van het Verenigd Koninkrijk.

Nadat in Griekenland in 1922 een staatsgreep had plaatsgevonden, werd Andreas beschuldigd van hoogverraad en gevangengenomen. Na tussenkomst van de Britse regering werd hij vrijgelaten en ging hij met zijn gezin in ballingschap in Frankrijk, waar ze in de buurt van Parijs gingen wonen.

## Verdere levensloop
Prinses Alice kreeg in 1930 een zenuwinzinking, waarna ze in een sanatorium in Zwitserland werd opgenomen. Na haar verblijf in het sanatorium kwam ze nog enkele keren in verschillende inrichtingen terecht. Haar therapeut in de kliniek Bellevue in Kreuzlingen aan het Bodenmeer was de vooraanstaande psychiater Ludwig Binswanger. 
Tijdens haar verblijf in het sanatorium groeiden prinses Alice en prins Andreas uit elkaar, wat ertoe leidde dat ze op verschillende plaatsen in Europa gingen wonen. Prins Andreas vestigde zich in Monaco, waar hij in 1944 ook overleed. Prinses Alice ging in Athene wonen, waar ze tijdens de Tweede Wereldoorlog een joods gezin bij haar liet onderduiken, waarvoor ze postuum werd onderscheiden met de titel Rechtvaardige onder de Volkeren.
In 1947 ging prinses Alice naar het Verenigd Koninkrijk om de bruiloft van haar zoon Philip en de Britse kroonprinses Elizabeth bij te wonen. Vervolgens woonde ze twintig jaar lang in Griekenland, dat werd geregeerd door koning Paul, en later diens zoon 
Constantijn II. In 1949 richtte ze een Grieks-orthodoxe kloosterzusterorde op, de Christelijke Zusterschap van Martha en Maria.
Toen de koning in 1967 in vrijwillige ballingschap ging vanwege een nieuwe staatsgreep, werd prinses Alice door haar zoon en schoondochter uitgenodigd om in het Verenigd Koninkrijk te wonen. Dat aanbod nam ze aan. Prinses Alice stierf eind 1969 op 84-jarige leeftijd op Buckingham Palace.
Voor haar heengaan had zij te kennen gegeven in de Maria Magdalenakerk bij Getsemane op de Olijfberg te Jeruzalem te willen worden begraven; in 1988 werden haar stoffelijke resten aldaar bijgezet.

## Wetenswaardigheden
Prinses Alice staat centraal in de 4e aflevering van het 3e seizoen van de Netflix-serie "The Crown".
Deze aflevering is vernoemd naar de naam die ze gebruikte voor haar zoon Philip, "Bubbikins".
De rol van Alice wordt vertolkt door actrice Jane Lapotaire.

## Kwartierstaat
| Lodewijk II van Hessen-Darmstadt (1777-1848) | Lodewijk II van Hessen-Darmstadt (1777-1848) | Lodewijk II van Hessen-Darmstadt (1777-1848) | Lodewijk II van Hessen-Darmstadt (1777-1848) | Lodewijk II van Hessen-Darmstadt (1777-1848) | Lodewijk II van Hessen-Darmstadt (1777-1848) | Wilhelmina van Baden (1788-1836)           | Wilhelmina van Baden (1788-1836)           | Wilhelmina van Baden (1788-1836)           | Wilhelmina van Baden (1788-1836)           | Wilhelmina van Baden (1788-1836)              | Wilhelmina van Baden (1788-1836)              |                                               |                                               | Johan Maurits graaf Hauke (1775-1830)         | Johan Maurits graaf Hauke (1775-1830)         | Johan Maurits graaf Hauke (1775-1830) | Johan Maurits graaf Hauke (1775-1830) | Johan Maurits graaf Hauke (1775-1830) | Johan Maurits graaf Hauke (1775-1830) | Sofie Lafontaine (1790-1831)   | Sofie Lafontaine (1790-1831)   | Sofie Lafontaine (1790-1831)   | Sofie Lafontaine (1790-1831)   | Sofie Lafontaine (1790-1831)   | Sofie Lafontaine (1790-1831)   |  |  | Karel van Hessen-Darmstadt (1809-1877) | Karel van Hessen-Darmstadt (1809-1877) | Karel van Hessen-Darmstadt (1809-1877) | Karel van Hessen-Darmstadt (1809-1877) | Karel van Hessen-Darmstadt (1809-1877)       | Karel van Hessen-Darmstadt (1809-1877)       | Elisabeth van Pruisen (1815-1885)            | Elisabeth van Pruisen (1815-1885)            | Elisabeth van Pruisen (1815-1885)            | Elisabeth van Pruisen (1815-1885)            | Elisabeth van Pruisen (1815-1885)               | Elisabeth van Pruisen (1815-1885)               |                                                 |                                                 | Albert van Saksen-Coburg en Gotha (1819-1861)   | Albert van Saksen-Coburg en Gotha (1819-1861)   | Albert van Saksen-Coburg en Gotha (1819-1861) | Albert van Saksen-Coburg en Gotha (1819-1861) | Albert van Saksen-Coburg en Gotha (1819-1861) | Albert van Saksen-Coburg en Gotha (1819-1861) | Victoria van het Verenigd Koninkrijk (1819-1901) | Victoria van het Verenigd Koninkrijk (1819-1901) | Victoria van het Verenigd Koninkrijk (1819-1901) | Victoria van het Verenigd Koninkrijk (1819-1901) | Victoria van het Verenigd Koninkrijk (1819-1901) | Victoria van het Verenigd Koninkrijk (1819-1901) |  |  |  |  |  |  |  |  |  |  |  |  |  |  |  |  |  |  |  |  |  |  |  |  |  |  |  |  |  |  |  |  |  |  |  |  |  |  |  |  |  |  |  |  |  |  |  |  |
| Lodewijk II van Hessen-Darmstadt (1777-1848) | Lodewijk II van Hessen-Darmstadt (1777-1848) | Lodewijk II van Hessen-Darmstadt (1777-1848) | Lodewijk II van Hessen-Darmstadt (1777-1848) | Lodewijk II van Hessen-Darmstadt (1777-1848) | Lodewijk II van Hessen-Darmstadt (1777-1848) | Wilhelmina van Baden (1788-1836)           | Wilhelmina van Baden (1788-1836)           | Wilhelmina van Baden (1788-1836)           | Wilhelmina van Baden (1788-1836)           | Wilhelmina van Baden (1788-1836)              | Wilhelmina van Baden (1788-1836)              |                                               |                                               | Johan Maurits graaf Hauke (1775-1830)         | Johan Maurits graaf Hauke (1775-1830)         | Johan Maurits graaf Hauke (1775-1830) | Johan Maurits graaf Hauke (1775-1830) | Johan Maurits graaf Hauke (1775-1830) | Johan Maurits graaf Hauke (1775-1830) | Sofie Lafontaine (1790-1831)   | Sofie Lafontaine (1790-1831)   | Sofie Lafontaine (1790-1831)   | Sofie Lafontaine (1790-1831)   | Sofie Lafontaine (1790-1831)   | Sofie Lafontaine (1790-1831)   |  |  | Karel van Hessen-Darmstadt (1809-1877) | Karel van Hessen-Darmstadt (1809-1877) | Karel van Hessen-Darmstadt (1809-1877) | Karel van Hessen-Darmstadt (1809-1877) | Karel van Hessen-Darmstadt (1809-1877)       | Karel van Hessen-Darmstadt (1809-1877)       | Elisabeth van Pruisen (1815-1885)            | Elisabeth van Pruisen (1815-1885)            | Elisabeth van Pruisen (1815-1885)            | Elisabeth van Pruisen (1815-1885)            | Elisabeth van Pruisen (1815-1885)               | Elisabeth van Pruisen (1815-1885)               |                                                 |                                                 | Albert van Saksen-Coburg en Gotha (1819-1861)   | Albert van Saksen-Coburg en Gotha (1819-1861)   | Albert van Saksen-Coburg en Gotha (1819-1861) | Albert van Saksen-Coburg en Gotha (1819-1861) | Albert van Saksen-Coburg en Gotha (1819-1861) | Albert van Saksen-Coburg en Gotha (1819-1861) | Victoria van het Verenigd Koninkrijk (1819-1901) | Victoria van het Verenigd Koninkrijk (1819-1901) | Victoria van het Verenigd Koninkrijk (1819-1901) | Victoria van het Verenigd Koninkrijk (1819-1901) | Victoria van het Verenigd Koninkrijk (1819-1901) | Victoria van het Verenigd Koninkrijk (1819-1901) |  |  |  |  |  |  |  |  |  |  |  |  |  |  |  |  |  |  |  |  |  |  |  |  |  |  |  |  |  |  |  |  |  |  |  |  |  |  |  |  |  |  |  |  |  |  |  |  |
|                                              |                                              |                                              |                                              |                                              |                                              |                                            |                                            |                                            |                                            |                                               |                                               |                                               |                                               |                                               |                                               |                                       |                                       |                                       |                                       |                                |                                |                                |                                |                                |                                |  |  |                                        |                                        |                                        |                                        |                                              |                                              |                                              |                                              |                                              |                                              |                                                 |                                                 |                                                 |                                                 |                                                 |                                                 |                                               |                                               |                                               |                                               |                                                  |                                                  |                                                  |                                                  |                                                  |                                                  |  |  |  |  |  |  |  |  |  |  |  |  |  |  |  |  |  |  |  |  |  |  |  |  |  |  |  |  |  |  |  |  |  |  |  |  |  |  |  |  |  |  |  |  |  |  |  |  |
|                                              |                                              |                                              |                                              | Alexander van Hessen-Darmstadt (1823-1888)   | Alexander van Hessen-Darmstadt (1823-1888)   | Alexander van Hessen-Darmstadt (1823-1888) | Alexander van Hessen-Darmstadt (1823-1888) | Alexander van Hessen-Darmstadt (1823-1888) | Alexander van Hessen-Darmstadt (1823-1888) |                                               |                                               |                                               |                                               |                                               |                                               | Julia Hauke (1825-1895)               | Julia Hauke (1825-1895)               | Julia Hauke (1825-1895)               | Julia Hauke (1825-1895)               | Julia Hauke (1825-1895)        | Julia Hauke (1825-1895)        |                                |                                |                                |                                |  |  |                                        |                                        |                                        |                                        | Lodewijk IV van Hessen-Darmstadt (1837-1892) | Lodewijk IV van Hessen-Darmstadt (1837-1892) | Lodewijk IV van Hessen-Darmstadt (1837-1892) | Lodewijk IV van Hessen-Darmstadt (1837-1892) | Lodewijk IV van Hessen-Darmstadt (1837-1892) | Lodewijk IV van Hessen-Darmstadt (1837-1892) |                                                 |                                                 |                                                 |                                                 |                                                 |                                                 | Alice van Saksen-Coburg en Gotha (1843-1878)  | Alice van Saksen-Coburg en Gotha (1843-1878)  | Alice van Saksen-Coburg en Gotha (1843-1878)  | Alice van Saksen-Coburg en Gotha (1843-1878)  | Alice van Saksen-Coburg en Gotha (1843-1878)     | Alice van Saksen-Coburg en Gotha (1843-1878)     |                                                  |                                                  |                                                  |                                                  |  |  |  |  |  |  |  |  |  |  |  |  |  |  |  |  |  |  |  |  |  |  |  |  |  |  |  |  |  |  |  |  |  |  |  |  |  |  |  |  |  |  |  |  |  |  |  |  |
|                                              |                                              |                                              |                                              | Alexander van Hessen-Darmstadt (1823-1888)   | Alexander van Hessen-Darmstadt (1823-1888)   | Alexander van Hessen-Darmstadt (1823-1888) | Alexander van Hessen-Darmstadt (1823-1888) | Alexander van Hessen-Darmstadt (1823-1888) | Alexander van Hessen-Darmstadt (1823-1888) |                                               |                                               |                                               |                                               |                                               |                                               | Julia Hauke (1825-1895)               | Julia Hauke (1825-1895)               | Julia Hauke (1825-1895)               | Julia Hauke (1825-1895)               | Julia Hauke (1825-1895)        | Julia Hauke (1825-1895)        |                                |                                |                                |                                |  |  |                                        |                                        |                                        |                                        | Lodewijk IV van Hessen-Darmstadt (1837-1892) | Lodewijk IV van Hessen-Darmstadt (1837-1892) | Lodewijk IV van Hessen-Darmstadt (1837-1892) | Lodewijk IV van Hessen-Darmstadt (1837-1892) | Lodewijk IV van Hessen-Darmstadt (1837-1892) | Lodewijk IV van Hessen-Darmstadt (1837-1892) |                                                 |                                                 |                                                 |                                                 |                                                 |                                                 | Alice van Saksen-Coburg en Gotha (1843-1878)  | Alice van Saksen-Coburg en Gotha (1843-1878)  | Alice van Saksen-Coburg en Gotha (1843-1878)  | Alice van Saksen-Coburg en Gotha (1843-1878)  | Alice van Saksen-Coburg en Gotha (1843-1878)     | Alice van Saksen-Coburg en Gotha (1843-1878)     |                                                  |                                                  |                                                  |                                                  |  |  |  |  |  |  |  |  |  |  |  |  |  |  |  |  |  |  |  |  |  |  |  |  |  |  |  |  |  |  |  |  |  |  |  |  |  |  |  |  |  |  |  |  |  |  |  |  |
|                                              |                                              |                                              |                                              |                                              |                                              |                                            |                                            |                                            |                                            | Lodewijk Alexander van Battenberg (1854-1921) | Lodewijk Alexander van Battenberg (1854-1921) | Lodewijk Alexander van Battenberg (1854-1921) | Lodewijk Alexander van Battenberg (1854-1921) | Lodewijk Alexander van Battenberg (1854-1921) | Lodewijk Alexander van Battenberg (1854-1921) |                                       |                                       |                                       |                                       |                                |                                |                                |                                |                                |                                |  |  |                                        |                                        |                                        |                                        |                                              |                                              |                                              |                                              |                                              |                                              | Victoria Maria van Hessen-Darmstadt (1863–1950) | Victoria Maria van Hessen-Darmstadt (1863–1950) | Victoria Maria van Hessen-Darmstadt (1863–1950) | Victoria Maria van Hessen-Darmstadt (1863–1950) | Victoria Maria van Hessen-Darmstadt (1863–1950) | Victoria Maria van Hessen-Darmstadt (1863–1950) |                                               |                                               |                                               |                                               |                                                  |                                                  |                                                  |                                                  |                                                  |                                                  |  |  |  |  |  |  |  |  |  |  |  |  |  |  |  |  |  |  |  |  |  |  |  |  |  |  |  |  |  |  |  |  |  |  |  |  |  |  |  |  |  |  |  |  |  |  |  |  |
|                                              |                                              |                                              |                                              |                                              |                                              |                                            |                                            |                                            |                                            | Lodewijk Alexander van Battenberg (1854-1921) | Lodewijk Alexander van Battenberg (1854-1921) | Lodewijk Alexander van Battenberg (1854-1921) | Lodewijk Alexander van Battenberg (1854-1921) | Lodewijk Alexander van Battenberg (1854-1921) | Lodewijk Alexander van Battenberg (1854-1921) |                                       |                                       |                                       |                                       |                                |                                |                                |                                |                                |                                |  |  |                                        |                                        |                                        |                                        |                                              |                                              |                                              |                                              |                                              |                                              | Victoria Maria van Hessen-Darmstadt (1863–1950) | Victoria Maria van Hessen-Darmstadt (1863–1950) | Victoria Maria van Hessen-Darmstadt (1863–1950) | Victoria Maria van Hessen-Darmstadt (1863–1950) | Victoria Maria van Hessen-Darmstadt (1863–1950) | Victoria Maria van Hessen-Darmstadt (1863–1950) |                                               |                                               |                                               |                                               |                                                  |                                                  |                                                  |                                                  |                                                  |                                                  |  |  |  |  |  |  |  |  |  |  |  |  |  |  |  |  |  |  |  |  |  |  |  |  |  |  |  |  |  |  |  |  |  |  |  |  |  |  |  |  |  |  |  |  |  |  |  |  |
|                                              |                                              |                                              |                                              |                                              |                                              |                                            |                                            |                                            |                                            |                                               |                                               |                                               |                                               |                                               |                                               |                                       |                                       |                                       |                                       |                                |                                |                                |                                |                                |                                |  |  |                                        |                                        |                                        |                                        |                                              |                                              |                                              |                                              |                                              |                                              |                                                 |                                                 |                                                 |                                                 |                                                 |                                                 |                                               |                                               |                                               |                                               |                                                  |                                                  |                                                  |                                                  |                                                  |                                                  |  |  |  |  |  |  |  |  |  |  |  |  |  |  |  |  |  |  |  |  |  |  |  |  |  |  |  |  |  |  |  |  |  |  |  |  |  |  |  |  |  |  |  |  |  |  |  |  |
|                                              |                                              |                                              |                                              |                                              |                                              |                                            |                                            |                                            |                                            |                                               |                                               |                                               |                                               |                                               |                                               |                                       |                                       |                                       |                                       |                                |                                |                                |                                |                                |                                |  |  |                                        |                                        |                                        |                                        |                                              |                                              |                                              |                                              |                                              |                                              |                                                 |                                                 |                                                 |                                                 |                                                 |                                                 |                                               |                                               |                                               |                                               |                                                  |                                                  |                                                  |                                                  |                                                  |                                                  |  |  |  |  |  |  |  |  |  |  |  |  |  |  |  |  |  |  |  |  |  |  |  |  |  |  |  |  |  |  |  |  |  |  |  |  |  |  |  |  |  |  |  |  |  |  |  |  |
|                                              |                                              |                                              |                                              |                                              |                                              |                                            |                                            |                                            |                                            |                                               |                                               | Alice van Battenberg (1885-1969)              | Alice van Battenberg (1885-1969)              | Alice van Battenberg (1885-1969)              | Alice van Battenberg (1885-1969)              | Alice van Battenberg (1885-1969)      | Alice van Battenberg (1885-1969)      |                                       |                                       | Louise Mountbatten (1889-1965) | Louise Mountbatten (1889-1965) | Louise Mountbatten (1889-1965) | Louise Mountbatten (1889-1965) | Louise Mountbatten (1889-1965) | Louise Mountbatten (1889-1965) |  |  | George Mountbatten (1892-1938)         | George Mountbatten (1892-1938)         | George Mountbatten (1892-1938)         | George Mountbatten (1892-1938)         | George Mountbatten (1892-1938)               | George Mountbatten (1892-1938)               |                                              |                                              | Louis Mountbatten (1900-1979)                | Louis Mountbatten (1900-1979)                | Louis Mountbatten (1900-1979)                   | Louis Mountbatten (1900-1979)                   | Louis Mountbatten (1900-1979)                   | Louis Mountbatten (1900-1979)                   |                                                 |                                                 |                                               |                                               |                                               |                                               |                                                  |                                                  |                                                  |                                                  |                                                  |                                                  |  |  |  |  |  |  |  |  |  |  |  |  |  |  |  |  |  |  |  |  |  |  |  |  |  |  |  |  |  |  |  |  |  |  |  |  |  |  |  |  |  |  |  |  |  |  |  |  |